# Гуру (фильм)
«Гуру» (фр. Gourou) — будущий французский психологический триллер 2026 года режиссёра Яна Гозлана по сценарию, написанному им совместно с Жаном-Батистом Делафоном. Главную роль в фильме исполнит Пьер Нине, который сыграет харизматичного гуру самопомощи. В ролях второго плана — Марион Барбо, Энтони Баджон и Холт Маккэллани. Фильм совместного производства Франции и Бельгии.
Премьера фильма запланирована на 28 января 2026 года.

## Сюжет
Сюжет фильма держится в секрете, но, по слухам, проект будет глубоким погружением в мир коучинга и расскажет о взлете гуру личностного роста, чье токсичное поведение и злоупотребление властью перерастает в паранойю.

## В ролях
- Пьер Нине — Матьё Вассёр
- Марион Барбо
- Энтони Баджон
- Холт Маккэллани

## Производство
О начале работы над фильмом стало известно 15 марта 2024 года.. «Гуру» — седьмой полнометражный фильм французского режиссёра Янна Гозлана. Он написал сценарий вместе с Жаном-Батистом Делафоном, с которым ранее уже сотрудничал в работе над психологическим триллером «Видения» (2023). В фильме Пьер Нине играет роль харизматичного тренера по личностному развитию, чье токсичное поведение и злоупотребление властью перерастает в паранойю. На эту роль Нине вдохновили персонаж Джейка Джилленхола в фильме «Стрингер» (2014) и герой Тома Круза в «Магнолии» (1999). Главного героя-гуру, которого играет Пьер Нини, зовут Матьё Вассер. Точно такое же имя он носил в двух своих предыдущих совместных работах с режиссёром: «Идеальный мужчина» (2015) и «Чёрный ящик» (2021). В фильме «Видения» героиню Дианы Крюгер зовут Эстель Вассер. Также в актёрский состав вошли Марион Барбо, Энтони Баджон и Холт Маккэллани.
Фильм был спродюсирован Вассимом Бежи из кинокомпании WY Productions, а сопродюсерами выступили Пьер Нине и Марк-Анри Де Бюсшере через свою компанию Ninety Films. Сопродюсерами фильма выступили StudioCanal, M6 Films и бельгийская компания Panache Productions. Основные съёмки начались в ноябре 2024 года и завершились в феврале 2025 года. Съёмки проходили в Париже и его пригородах (аэропорт Шарля де Голля), а также в Лас-Вегасе.
Международными продажами фильма занимается компания StudioCanal, которая также планирует выпустить фильм в кинопрокат во Франции 28 января 2026 года. В мае 2025 года компания представит фильм на кинорынке в Каннах, где его приобретут дистрибьюторы по всему миру.